# Theristus neglectus
Theristus neglectus is een rondwormensoort uit de familie van de Xyalidae.